# Знаменка (Николаевская область)
Знаменка (укр. Знам'янка) — посёлок в Снигирёвском районе Николаевской области Украины.
Население по переписи 2001 года составляло 481 человек. Почтовый индекс — 57362. Телефонный код — 5162.

## История
В 1946 году указом ПВС УССР посёлок второго отделения совхоза «Красное Знамя» переименован в Знаменку.

## Местный совет
57361, Николаевская обл., Снегирёвский р-н, с. Центральное, ул. Суворова,21 